# Abc★赤坂ボーイズキャバレー
『abc★赤坂ボーイズキャバレー』（エービーシーあかさかボーイズキャバレー）は、ケイダッシュステージ制作による日本の舞台作品。2010年から2013年にかけて東京と大阪で上演された。原案は松野一茂、脚本・演出は堤泰之。
舞台作品を上演するために集まった制作スタッフと役者たちによる「青春群像劇」で、主演は特に決められていない。歌・ダンス・殺陣・劇中劇などさまざまな要素を含んだ『表』と、「その舞台裏では何が行われていたか」というストーリーを描いたスピンオフ『裏』のセットで上演されている。『表』出演者はすべて男性であるが、『裏』では女性キャストも出演している。
2012年8月にニコニコ生放送にて劇場生中継が行われ、それに伴い過去の作品も配信された。

## 概要
2009年に青山円形劇場にて上演された『abc★青山ボーイズキャバレー』から一部のキャストが引き続き（役柄は異なる）出演し、ストーリーを一新した『abc★シリーズ』作品。タイトルの「abc」は元々「青山ボーイズキャバレー」の頭文字（aoyama boys cabaret）であったが、本作では「abc」がアルファベットの最初の3文字であることから、「ここがスタートなんだ!」という意味が付けられている。
初演『abc★赤坂ボーイズキャバレー 〜心ごと脱げ!〜』の上演後に『abc★赤坂ボーイズキャバレー Spin Off「裏」』と題した公演を行ったことから、初演のことを『1回表』と呼ぶようになり、2回・3回ははじめから『表』と『裏』と題された公演が行われた。

## 登場人物

### スタッフチーム
| - 水原俊太（プロデューサー） - 相葉弘樹 - 乾征二郎（ゼネラルプロデューサー） - 笠原秀幸 - 潮見慶介（制作） - 兼崎健太郎/渡部紘士 - 愛川恵一（演出） - 岩﨑大 - 菊原幸太郎（舞台美術プランナー） - 斉藤祥太 - 早瀬泰（照明） - 舟見和利 - 根占隆三（舞台監督） - 川本成 - 大木勝男（舞台監督助手） - ENRiKE - 片山貴子（照明助手） - 長谷川愛 - 亀田喜久雄（音響） - 小野健太郎 - 湯川なるみ（音響助手） - 小林由佳 - 南敏恵（ヘアメイク） - 長谷川桃 - 勅使川原純（ヘアメイク助手） - YOH - 宮久保レイ（振付助手） - 木野村温子 - 榎木田裕也（DVD撮影） - 永岡卓也 - 柴浩之（制作助手） - 加藤良輔 - 京晋一郎（音楽） - 大河元気 - 多々良修（演出助手） - 西海健二郎 - 大和田誠治（舞台監督） - 佐藤雄一 | - 水口慶（舞台監督助手） - 河野まさと - 笹谷亮太（演出助手） - 坂本隆行 - 杉村晴子（制作手伝い） - 秋元麻衣 - 林謙太（弁当屋） - 健人 - 藤井真樹子（雑誌記者） - 奈良崎まどか - 馬渕恭平（音響） - 平山佳延 - 園部純（制作） - 南圭介 - 花田翔（プロデューサー） - 辻本祐樹 - 権藤三郎（舞台監督） - 鈴木省吾 - 辻武蔵（舞台監督助手） - 聡太郎 - 曽我部仁（舞台監督助手） - 根岸拓哉 - 加瀬洋介（音響） - 三浦孝太 - 丸山みすず（音響助手） - 知念紗耶 - 赤石健太（舞台美術） - 岡田亮輔 - 坂部真琴（照明チーフ） - 真山奈緒 - 一之瀬慶（ワイズ・エンタテインメントの社員、ゲームクリエイター）- 井深克彦 - 大須賀輝男（プロデューサー）- 笠原浩夫 - 柿崎征也（ワイズ・エンタテインメントの社員、CGプログラマー）- 小谷嘉一 - 芳本弥生（ワイズ・エンタテインメントの社員、キャラクターデザイナー）- 美羽あさひ |

### キャスト（役者）チーム
| - 潮見祐介 - 鎌苅健太 - 柏木幸太郎 - 斉藤慶太 - 神埼良彦（阿修羅） - 青柳塁斗 - 西遼次（阿修羅） - 福山聖二 - 内村順（阿修羅） - 川隅美慎 - 竹之内敏晴（阿修羅） - 原嶋元久 - 佐々木博正 - 森新吾/上口耕平 - 黒部哲司 - 中村龍介 - 富浜政孝 - 齋藤ヤスカ - 北寄﨑強 - 中村誠治郎 - 古郡康之 - 鈴木拡樹 - 波田野収 - 高崎翔太 - 小宮山淳平 - 増田俊樹 - 照屋年男 - DAIZO - 田中和男 - 汐崎アイル - 野々村学 - 颯太 - 合田忠敏 - 成松慶彦 - 山本謙吉 - 入山学 - 森浩 - 熊倉功 - 利根川渡 - 柏進 - 星野満 - 仲原裕之 - 湊慎之介 - 林修司 - 橋幸男 - 成清正紀 - 桧垣忠隆 - 池田純 | - 光石弘紀 - 三浦涼介 - 真田永吉 - 知幸 - 葉山暁 - 三上俊 - 村井伝次郎 - 清水順二 - 砂川哲 - 森大 - 大志田吾朗 - 大塚庸介 - 榊美樹夫 - 大橋智和 - 小板橋賢作 - 赤堀二英 - 添島啓二 - 前山剛久 - 三田村航太 - 柾木玲弥 - 福本亮 - 浜尾京介 - イ・ムニョン - 寿里 - ク・ジョンチョル - 吉田友一/国井夏樹 - チャーリー若松 - 水谷あつし - 桃井健 - 松岡卓弥 - 木戸輝明 - 宮崎秋人 - 保坂洋治 - 騎田悠暉 - 与那城守 - 安里勇哉 - 妹尾柊一郎 - 粟根まこと - 渡猛 - 堀川剛史 - 不破計二 - 鈴鹿貴規 - 八木橋徹 - 天野博一 - 新谷隆史 - 加藤真央 - 成島譲 - 玉城裕規 | - 龍村準（ハンス） - 馬場良馬 - 桜木優太（ルーナー）- 廣瀬大介 - 二川隆介（ギド）- 小笠原健 - 堂園忠明（オデロン）- 反橋宗一郎 - 小野寺真一 - 早乙女じょうじ - 松井健作 - 渡辺和貴 - 占部修 - 日和佑貴 - 関秀彦 - 青木一馬 - 岸本光次郎 - 北村諒 - 猪股大樹 - 夏樹弘 |

## 公演

### 1回表
『abc★赤坂ボーイズキャバレー 〜心ごと脱げ!〜』
日程：（東京）2010年8月18日 - 29日 / （大阪）9月3日 - 5日
会場：（東京）赤坂ACTシアター / （大阪）サンケイホールブリーゼ
出演：相葉弘樹、青柳塁斗、入山学、岩﨑大、上口耕平、笠原秀幸、柏進、兼崎健太郎、鎌苅健太、川隅美慎、熊倉功、斉藤慶太、齋藤ヤスカ、汐崎アイル、鈴木拡樹、DAIZO、高崎翔太、仲原裕之、中村誠治郎、中村龍介、成清正紀、成松慶彦、林修司、颯太、福山聖二、増田俊樹、森新吾、渡部紘士

### 1回裏
『abc★赤坂ボーイズキャバレー Spin Off「裏」』
日程：2010年9月29日 - 10月10日
会場：シアターサンモール
出演：ENRiKE、小野健太郎、柏進、加藤良輔、川本成、木野村温子、小林由佳、斉藤祥太、永岡卓也、長谷川愛、長谷川桃、福山聖二、舟見和利、YOH

### 「ゲネプロ!」
『abc★赤坂ボーイズキャバレー Spin Off「ゲネプロ!」』
日程：2011年3月2日 - 6日
会場：博品館劇場
出演：池田純、岩﨑大、大河元気、柏進、川隅美慎、斉藤慶太、佐藤雄一、DAIZO、永岡卓也、西海健二郎、原嶋元久、平山佳延、福山聖二、舟見和利、南圭介

### 2回表
『abc★赤坂ボーイズキャバレー 〜2回表!〜 -喝! & 勝つ!-』
日程：（東京）2011年8月24日 - 31日 / （大阪）9月3日 - 5日
会場：（東京）赤坂ACTシアター / （大阪）シアターBRAVA!
出演：赤堀二英、岩﨑大、大河元気、大塚庸介、大橋智和、柏進、加藤良輔、兼崎健太郎、川隅美慎、 国井夏樹、斉藤慶太、齋藤ヤスカ、汐崎アイル、清水順二、寿里、鈴木拡樹、DAIZO、知幸、仲原裕之、中村誠治郎、成松慶彦、浜尾京介、福山聖二、前山剛久、柾木玲弥、三浦涼介、三上俊、森大

### 2回裏
『abc★赤坂ボーイズキャバレー 〜Spin Off 2回裏!〜 -喝! & 勝つ!-』
日程：2011年12月7日 - 11日
会場：博品館劇場
出演：秋元麻衣、柏進、河野まさと、健人、小野健太郎、坂本隆行、佐藤雄一、永岡卓也、仲原裕之、奈良﨑まどか、長谷川桃、平山佳延、舟見和利、水谷あつし

### 3回表
『abc★赤坂ボーイズキャバレー 3回表! 〜自分に喝を入れて勝つ!〜』
日程：（東京）2012年8月21日 - 26日 / （大阪）8月31日 - 9月2日
会場：（東京）赤坂ACTシアター / （大阪）シアターBRAVA!
出演：安里勇哉、天野博一、粟根まこと、岩﨑大、柏進、加藤真央、兼崎健太郎、騎田悠暉、齋藤ヤスカ、汐崎アイル、清水順二、寿里、鈴鹿貴規、鈴木拡樹、瀬戸尚哉、DAIZO、玉城裕規、辻本祐樹、知幸、林修司、福山聖二、堀川剛史、松岡卓弥、宮崎秋人

### 3回裏
『abc★赤坂ボーイズキャバレー Spin Off 3回裏! 〜自分に喝を入れて勝つ!〜』
日程：2012年9月12日 - 17日
会場：シアターサンモール
出演：岡田亮輔、柏進、加藤良輔、木野村温子、鈴木省吾、聡太郎、知念紗耶、永岡卓也、根岸拓哉、長谷川桃、柾木玲弥、真山奈緒、三浦孝太

### 4回表 FINAL!
『abc★赤坂ボーイズキャバレー表 FINAL! 最後の放電! 〜自分に喝を入れて勝つ!〜』
日程：（東京）2013年8月7日 - 11日/ （大阪）2013年8月17日 - 18日
会場：（東京）赤坂ACTシアター/ （大阪）シアターBRAVA!
出演： 馬場良馬、廣瀬大介、小笠原健、井深克彦、反橋宗一郎、早乙女じょうじ、渡辺和貴、笠原浩夫、日和佑貴、青木一馬、北村諒、夏樹弘、林修司、齋藤ヤスカ、福山聖二、DAIZO、森大、天野博一、柏進

### 4回裏 FINAL!
『abc★赤坂ボーイズキャバレー裏 FINAL! 最後の充電! 〜自分に喝を入れて勝つ!〜』
日程：（東京）2013年9月4日 - 8日
会場：（東京）博品館劇場
出演： 奥田努、上杉輝、松崎裕、田中稔彦、升ノゾミ、木下かれん、君島光輝、小谷嘉一、美羽あさひ、加藤良輔、長谷川桃、知念沙耶、鈴木省吾、柏進

## トークショー
『abc★赤坂ボーイズキャバレー 2回表 〜東京・前夜祭!〜』
会場：博品館劇場
日程：2011年8月8日 - 14日
『abc★赤坂ボーイズキャバレー 2回表 〜大阪・前夜祭!〜』
会場：大丸心斎橋劇場
日程：2011年9月1日
『abc★赤坂ボーイズキャバレー Spin Off 3回裏! 〜大阪・前夜祭!〜』
会場：大丸心斎橋劇場
日程：2012年8月29日
『abc★赤坂ボーイズキャバレー 3回表 〜東京・後夜祭!〜』
会場：シアターサンモール
日程：2012年9月4日 - 9日
『abc★赤坂ボーイズキャバレー 4回表 FINAL! 大阪・前夜祭!』
会場：大丸心斎橋劇場
日程：2013年8月16日
『abc★赤坂ボーイズキャバレー 4回表 FINAL! 東京・後夜祭!』
会場：博品館劇場
日程：2013年8月26日-9月1日

## スタッフ
- 原案：松野一茂
- 脚本・演出： 堤泰之（プラチナ・ペーパーズ）
- 振付：森新吾（D☆D）
- 音楽：楠瀬拓哉
- 企画・製作：ケイダッシュステージ